# 695.
◄ | 6. stoljeće | 7. stoljeće | 8. stoljeće | ►
◄ | 660-ih | 670-ih | 680-ih | 690-ih | 700-ih | 710-ih | 720-ih | ►
◄◄ | ◄ | 692. | 693. | 694. | 695. | 696. | 697. | 698. | ► | ►►
Astronomija • Književnost • Kršćanstvo • Pravo • Promet

## Smrti
- Klodvig IV., franački kralj

## Vanjske poveznice
|  | Zajednički poslužitelj ima još gradiva o temi 695. |